# Френсіс Сеймур-Конвей, 1-й маркіз Гертфордський
Френсіс Сеймур-Конвей, 1-й маркіз Гертфордський (англ. Francis Seymour-Conway, 1st Marquess of Hertford), Кавалер Ордену Підв'язки, таємний радник Високоповажної Таємної ради Його Величності, таємний радник Таємної ради Ірландії (5 липня 1718 – 14 червня 1794) — британський придворний і політик, лорд-лейтенант (віце-король) Ірландії, перший із фундаторів видатної мистецької колекції, що згодом стала Зібранням Воллеса.
1. 1 2  SNAC — 2010.
2. 1 2 3 4 5 6 7 8 9 10 11  Lundy D. R. The Peerage
3. 1 2 3 4 5 6 7 8 9  Kindred Britain